# Ikujirō Nonaka

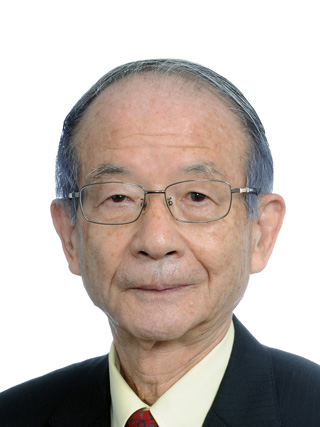

Ikujirō Nonaka (jap. 野中郁次郎, Nonaka Ikujirō; * 10. Mai 1935; † 25. Januar 2025) war ein japanischer Ökonom, Organisationstheoretiker und emeritierter Professor an der Hitotsubashi-Universität (jap. 一橋大学) in Japan sowie Xerox Distinguished Faculty Scholar am IMIO der University of California, Berkeley. Er lehrte weiter an der Claremont Graduate University und gilt als bedeutender Mitbegründer des Wissensmanagements. 

## Wissenschaftliche Tätigkeit
Nach seinem Examen in Politikwissenschaften entwickelte Nonaka in den 1960er Jahren zunächst Managementprogramme für Fuji Electric. In den 1980er Jahren beschäftigte er sich mit den Ursachen der Niederlage Japans im Zweiten Weltkrieg und forderte eine Modernisierung der technischen und organisatorischen Fähigkeiten Japans. Sein besonderes Augenmerk galt der Beschleunigung von Produktentwicklungszyklen. 
Das von ihm entwickelte SECI-Modell beschreibt den spiralförmigen Interaktions- und Akkumulationsprozess von implizitem und explizitem Wissen. Zusammen mit Hirotaka Takeuchi entwickelte er dieses Modell in den 1990er Jahren weiter. In seiner Theorie des Ba beschreibt Nonaka, wie Unternehmen Interaktionsräume entwickeln können, die den Wissensaustausch und die Innovationsarbeit ermöglichen und unterstützten.

## Ausbildung
- 1972 Ph.D. in Business Administration, University of California, Berkeley
- 1968 M.B.A., University of California, Berkeley
- 1958 B.S. (Politikwissenschaft), Waseda-Universität